# BBC News Polska
BBC News Polska, w latach 1939–2005 Sekcja Polska BBC – oddział BBC (British Broadcasting Corporation), nadający serwisy informacyjne oraz audycje historyczne, społeczne i kulturalne w latach. W różnych okresach nadawała na falach krótkich, średnich, długich oraz ultrakrótkich (we współpracy z lokalnymi stacjami Polskiego Radia i z niektórymi stacjami prywatnymi, między innymi Tok FM).

## Historia
Pierwsza audycja BBC w języku polskim została nadana siedem dni po rozpoczęciu II wojny światowej i cztery dni po przystąpieniu Wielkiej Brytanii do wojny z Niemcami. Jako pierwszy przemówił Edward Raczyński, ambasador Rzeczypospolitej w Londynie. Mówił o walce Polski „w imię zasad wolności i sprawiedliwości, którym nie sprzeniewierzyła się w swej historii”. W tamtych czasach jednym z współpracowników Sekcji był Jan Nowak-Jeziorański.
W okresie Polskiej Rzeczpospolitej Ludowej i obecnej wówczas cenzury, (głównie lata 50. i 80.) władze próbowały ograniczyć dostęp do odbioru polskojęzycznych audycji BBC, które były dla słuchaczy okazją do poznania informacji z niezależnych od nich źródeł. Z racji charakterystycznego sygnału rozgłośnię zaczęto nazywać "radiem bum bum"
Przez lata zmieniały się godziny i częstotliwości nadawania programów, w okresie stanu wojennego Sekcja Polska BBC nadawała ok. 4 godziny programu dziennie (zmieniało się to z roku na rok) na falach krótkich, niektóre programy nadawane były również na fali średniej 1296 kHz (zwykle zapewniającej najlepsze warunki odbioru w porze nocnej). Można było otrzymać bezpłatnie folder ze spisem używanych częstotliwości i ramówką. Oprócz wiadomości i komentarzy nadawano programy publicystyczne, popularnonaukowe, o tematyce kulturalnej i religijnej. Codziennie w dni powszednie nadawano lekcję języka angielskiego 5 Minute English, zainteresowanym rozsyłano za darmo skrypty zawierające transkrypcję każdej lekcji. W soboty w wieczornej audycji nadawany był koncert życzeń, a w niedzielę w audycjach popołudniowych lista przebojów BBC i program poświęcony muzyce.
Na początku lat 90. polska sekcja BBC zaczęła współpracować z Polskim Radiem. Głównym efektem było publikowanie w rozgłośniach radiowych magazynu informacyjno-publicystycznego Reflektor (wcześniej pod nazwą Reflektorem po Świecie) oraz Magazynu Europejskiego poświęconego sprawom Europy. Stworzono także lekcje Angielski z BBC służące nauce języka angielskiego. W 1996 roku założono w Warszawie redakcję Sekcji Polskiej BBC, którą kierował Robert Kozak. Warszawska część redakcji uczestniczyła w projekcie tworzenia serwisów informacyjnych BBC dla stacji komercyjnych, współtworzyła projekt Inforadia (później TOK FM) i stworzyła pierwszy w Polsce serwis informacyjny WAP dla telefonii komórkowej. Na początku 2004 roku zaczęto regularnie publikować informacje po polsku na stronie internetowej. Zostały na niej udostępnione również polskojęzyczne audycje stworzone przez BBC oraz lekcje języka angielskiego.

## Koniec
Z powodu reorganizacji w BBC, 25 października 2005 roku podjęto decyzję o rozwiązaniu 10 sekcji językowych (bułgarskiej, chorwackiej, czeskiej, greckiej, kazachskiej, polskiej, słowackiej, słoweńskiej, tajskiej i węgierskiej). Zaoszczędzone w ten sposób pieniądze miały zostać przeznaczone na utworzenie arabskojęzycznej telewizji. W ostatnim roku działalności łącznie w polskiej sekcji pracowało 58 osób – 32 w Warszawie i 26 w Londynie. Swą ostatnią audycję Sekcja Polska BBC nadała 23 grudnia 2005 roku: 5-minutowy biuletyn wiadomości dla rozgłośni komercyjnych o godzinie 20.00 (czasu środkowoeuropejskiego) i tradycyjnie wieczorny program „Reflektor” w godzinach 22.00-22.45. Program pod redakcją Tadeusza Jagodzińskiego prowadził Leszek Wielgo, w programie oprócz normalnych wiadomości (między innymi o inauguracji prezydenta Lecha Kaczyńskiego) nadano wspomnienia Leopolda Ungera, mieszankę wpadek dziennikarzy Sekcji Polskiej BBC, którą przygotował Grzegorz Adamczyk. Lekcja języka angielskiego z cyklu „The Blue Plaque” (o znanych osobach związanych z Londynem, prowadzona przez Davida Though i Elżbietę Greenfield) była pierwszą z planowanych dwóch poświęconych van Goghowi i nosiła kolejny numer 35. Symbolicznie pod koniec programu nadano piosenkę "Koniec" Elektrycznych Gitar.
Zgodnie z wcześniejszą zapowiedzią, witryna internetowa Polskiej Sekcji BBC została znacznie okrojona wieczorem 31 grudnia 2005 – ostatnia wiadomość umieszczona na stronie o godz. 17.22 czasu środkowoeuropejskiego miała tytuł „Finałowe odliczanie?” i dotyczyła trwającego sporu między Rosją a Ukrainą na temat cen gazu kupowanego od Rosji przez Ukrainę. Wieczorem zostały zdjęte wszystkie wiadomości, teksty publicystyczne i opisy programów. W zamian umieszczona została specjalna strona, którą przygotował Rafał Ignasiak – w ostatnich kilkunastu miesiącach działalności Sekcji Polskiej BBC nadający kształt jej witrynie internetowej (między innymi tworzył internetowe wersje kursów języka angielskiego). Na nowej stronie znalazły się teksty o historii Polskiej Sekcji BBC, historii Serwisu Światowego BBC, kursy języka angielskiego i archiwum dźwiękowe oraz archiwum zdjęć archiwalnych. Działa również wyszukiwarka pozwalająca na dostęp do archiwalnych materiałów.
W 2009 roku została wydana książka jednego z dyrektorów Sekcji Polskiej, Krzysztofa Pszenickiego pt. Tu mówi Londyn. Historia Sekcji Polskiej BBC (Rosner & Wspólnicy 2009, ISBN 978-83-60336-31-1).

## Dyrektorzy Sekcji Polskiej BBC
- Robin Campbell (od 1939)
- Michael Winch (do 1942)
- Gregory MacDonald (w latach 1942–1945)
- Evelyn Zasio (w latach 1945–1953)
- Stanisław Faecher (w latach 1953–1960[4])
- Józef Zarański (w latach 1960–1966)
- Zbigniew Błażyński (w latach 1966–1973)
- Jan Krok-Paszkowski (w latach 1973–1980)
- Krzysztof Pszenicki (w latach 1980–1988)
- Eugeniusz Smolar (w latach 1988–1998)
- Marek Cajzner (w latach 1998–2005)